# Рычи, Китай!
«Рычи, Китай!» — пьеса драматурга Сергея Третьякова 1925 года, затрагивающая социальные, культурные и политические аспекты жизни в Китае того времени.

## История создания
Пьеса «Рычи, Китай!» была написана в 1925 году известным советским автором Сергеем Третьяковым. Создание этой революционной пьесы и история её постановки в Китае подчеркивают значительное влияние молодого советского искусства на революционные процессы, а также демонстрируют культурные и литературные связи между Советским Союзом и Китаем.
Популярность пьесы также была косвенно связана с появлением папирос — если бы спектакль не имел успеха, в условиях  НЭПа никто бы не спешил выпускать товар с такой маркой.
Впервые пьеса Третьякова была поставлена в Польше в 1932 году под руководством режиссёра Леона Шиллера в Львовском драматическом театре и вызвала бурную реакцию публики, несмотря на критику со стороны прессы. Спектакль стал значимым политическим событием в Польше как в то время, так и сейчас, поднимая важные вопросы угнетения и социального расслоения в контексте социальных и политических проблем.

## Действующие лица
В пьесе и поэме С. Третьякова «Рычи, Китай!» главные роли исполняют «голоса» героев — простых людей, представителей китайского народа.
- «Синий мужик» — крестьянин
- Рикши
- «Точильщик»
- «Грузовоз»
- «Навозник»
- «Водовоз»
- «Фруктовщик»
- «Цырульник»
- Студент
- Китай

## Сюжет
Спектакль рассказывает о бунте поселения китайцев против британских эксплуататоров.
Центральные события развиваются в обстановке, где персонажи сталкиваются с давлением со стороны общества, ожиданиями окружающих и своими внутренними страхами. Каждый из них по-своему реагирует на сложные ситуации, что приводит к как драматическим, так и комическим последствиям. Главные герои представляют различные социальные слои и сталкиваются с такими проблемами, как глобализация, коррупция и социальное неравенство. Через диалоги и взаимодействия автор исследует темы идентичности, борьбы за права и стремления к личной свободе.

## Тема и символизм
Создание этой революционной пьесы, история её постановки показывает огромную революционизирующую роль молодого советского искусства, раскрывает ещё с одной стороны культурные и литературные связи между Советским Союзом и Китаем. Двадцатые годы — время огромного, до тех пор небывалого интереса к Китаю. Страна-великан, угнетаемая и попираемая колонизаторами, поднималась, готовилась к тому, чтобы навсегда сбросить цепи рабства.

## Критика и влияние
Спектакль «Рычи, Китай!» получил положительные отзывы как от зрителей, так и от критиков, завоевав несколько наград на театральных фестивалях. Критики подчеркивали, что пьеса не только развлекает, но и побуждает размышлять о значимых социальных вопросах. Она заняла важное место в современном театральном репертуаре и вдохновила множество постановок как в Китае, так и за его пределами.